# 디앤젤로 윌슨
디앤젤로 윌슨(De'Angelo Wilson, 1979년 3월 29일 ~ 2008년 11월 26일)은 미국의 배우, 텔레비전 배우, 음악 프로듀서, 작곡가이다.
데이턴에서 태어났으며 로스앤젤레스에서 사망하였다.

## 영화
- 폴링 어웨이 (2012년) - 줄리어스 역
- 살롱 (2005년) - D.D. 역
- 앤트원 피셔 (2002년)
- 8 마일 (2002년) - DJ 이즈 역